# Liste der Baudenkmale in Waddeweitz
In der Liste der Baudenkmale in Waddeweitz sind alle Baudenkmale der niedersächsischen Gemeinde Waddeweitz aufgelistet. Die Quelle der ID und der Beschreibungen ist der Denkmalatlas Niedersachsen. Der Stand der Liste ist der 27. Oktober 2021.

## Allgemein
In den Spalten befinden sich folgende Informationen:
- Lage: die Adresse des Baudenkmales und die geographischen Koordinaten. Kartenansicht, um Koordinaten zu setzen. In der Kartenansicht sind Baudenkmale ohne Koordinaten mit einem roten Marker dargestellt und können in der Karte gesetzt werden. Baudenkmale ohne Bild sind mit einem blauen Marker gekennzeichnet, Baudenkmale mit Bild mit einem grünen Marker.
- Bezeichnung: Bezeichnung des Baudenkmales
- Beschreibung: die Beschreibung des Baudenkmales. Unter § 3 Abs. 2 NDSchG werden Einzeldenkmale und unter § 3 Abs. 3 NDSchG Gruppen baulicher Anlagen und deren Bestandteile ausgewiesen.
- ID: die Objekt-ID des Baudenkmales
- Bild: ein Bild des Baudenkmales, ggf. zusätzlich mit einem Link zu weiteren Fotos des Baudenkmals im Medienarchiv Wikimedia Commons. Wenn man auf das Kamerasymbol klickt, können Fotos zu Baudenkmalen aus dieser Liste hochgeladen werden:

## Waddeweitz

### Gruppe baulicher Anlagen in Waddeweitz
| Lage                               | Bezeichnung | Beschreibung | ID       | Bild |
| ---------------------------------- | ----------- | --- | -------- | ---- |
| Nr. 3 52° 59′ 44″ N, 10° 57′ 30″ O | Hofanlage   | Hofanlage auf einem nach dem Großbrand des ehemaligen Rundlings im Jahr 1842 neu zugeschnittenen Grundstück, mit Wohn-/Wirtschaftsgebäude von 1842 und vor dem Brand errichteten Scheune aus dem 18. Jahrhundert. Unbefestigte Hoffläche und alter Baumbestand. | 30828969 | BW   |

### Einzeldenkmal in Waddeweitz
| Lage                               | Bezeichnung              | Beschreibung | ID       | Bild           |
| ---------------------------------- | ------------------------ | --- | -------- | -------------- |
| Nr. 3 52° 59′ 44″ N, 10° 57′ 31″ O | Wohn-/Wirtschaftsgebäude | Giebelständiges Vierständer-Fachwerkhaus mit Backsteinausfachung unter Satteldach. Inschrift am Hauptbalken des Wirtschaftsgiebels mit Hinweis auf Brandereignis, sowie am Dielentorsturz, mit Datierung „Anno 1842“. Nachträglicher massiver Anbau unter Schleppdach an der westlichen Traufseite. | 30882818 | BW             |
| Nr. 3 52° 59′ 43″ N, 10° 57′ 33″ O | Scheune                  | Längsscheune als giebelständiger, von der Straße zurückgesetzter Fachwerkbau mit Backsteinausfachung unter Satteldach. | 36313938 | BW             |
| Nr. 7 52° 59′ 47″ N, 10° 57′ 29″ O | Gasthaus mit Festsaal    | Eingeschossiger Putzbau; stark gegliedert durch Gebäudevor- und -rücksprünge, Loggien und Erkervorbauten sowie durch eine reiche Dachlandschaft in Hohlpfannendeckung. Ausgebautes, hohes Mansarddach mit verschiedenen Firstrichtungen. Turmartiger Eckpavillon am Übergang zum Saalanbau, mit geschwungener Haube und Laterne. Im Westen eingeschossiger Saalanbau unter flach geneigtem Satteldach, mit rundbogigen Fenster- und Türöffnungen. | 30882799 | Weitere Bilder |

## Bischof

### Einzeldenkmal in Bischof
| Lage                              | Bezeichnung             | Beschreibung | ID       | Bild |
| --------------------------------- | ----------------------- | --- | -------- | ---- |
| Nr. 4 52° 58′ 42″ N, 10° 58′ 5″ O | Wohn-Wirtschaftsgebäude | Giebelständiges Vierständer-Fachwerkhaus mit Backsteinausfachung unter Satteldach. Wohnteil teilweise in verputzter Massivbauweise erneuert, hier Schleppgauben in beiden Dachflächen. Inschrift am Hauptbalken des Wirtschaftsgiebels sowie am Dielentorsturz, mit Datierung „Anno 1865“. Kurz nach 1888 vom Hof Nr. 4 am Dorfplatz an seinen heutigen Standort transloziert. | 30883735 | BW   |

## Diahren

### Gruppe baulicher Anlagen in Diahren
| Lage                                                                  | Bezeichnung                                                          | Beschreibung | ID       | Bild |
| --------------------------------------------------------------------- | -------------------------------------------------------------------- | --- | -------- | ---- |
| Nr. 1, 2, 3, 4, 5, 6, 7, 8, 9, 10, 11, 12 52° 58′ 41″ N, 11° 0′ 17″ O | Gesamter Rundling mit Zufahrt, Dorfplatz, Hofanlagen und Baumbestand | Die gut erhaltene Siedlungsstruktur in Verbindung mit einem dichten Denkmalbestand untermauern die besondere Bedeutung des Rundlingsdorfes Diahren für die Siedlungslandschaft Rundlinge im Wendland. | 30828979 | BW   |

### Einzeldenkmal in Diahren
| Lage                               | Bezeichnung              | Beschreibung | ID       | Bild |
| ---------------------------------- | ------------------------ | --- | -------- | ---- |
| Nr. 1 52° 58′ 40″ N, 11° 0′ 20″ O  | Wohn-Wirtschaftsgebäude  | Zweigeschossiger Fachwerkbau in Stockwerkbauweise mit Backsteinausfachung unter Satteldach in Schieferdeckung. Zweiflügelige Eingangstür mit Oberlicht, Vorgarten, Einfriedung. Inschrifttafel, unter anderem mit Datierung „Erbauet 1894“ über der Eingangstür. | 30883696 | BW   |
| Nr. 1a 52° 58′ 38″ N, 11° 0′ 19″ O | Scheune                  | Giebelständiger Fachwerkbau in Vierständerkonstruktion mit Backsteinausfachung unter Satteldach in Tonhohlpfannendeckung. Mittige Längsdurchfahrt. Inschrift am Hauptbalken und am Dielentorsturz, unter anderem mit Datierung „Anno 1840“. | 30883654 | BW   |
| Nr. 1a 52° 58′ 39″ N, 11° 0′ 20″ O | Stall                    | Traufständiger Fachwerkbau mit Backsteinausfachung unter ziegelgedecktem Satteldach. Inschrift mit Datierung „1815“ am Hauptbalken des Südgiebels. | 36313303 | BW   |
| Nr. 2 52° 58′ 40″ N, 11° 0′ 17″ O  | Wohn-Wirtschaftsgebäude  | Eingeschossiger, giebelständiger Fachwerkbau mit Backsteinausfachung unter Satteldach. Inschrift am Hauptbalken und am Dielentorsturz, mit Datierung „ANNO 1792“. | 30883633 | BW   |
| Nr. 3 52° 58′ 40″ N, 11° 0′ 15″ O  | Wohn-Wirtschaftsgebäude  | Eingeschossiger, giebelständiger Vierständer-Fachwerkbau mit Backsteinausfachung unter Halbwalmdach in Hohlpfannendeckung. Inschrift am Hauptbalken und am Dielentorsturz, mit Datierung „Anno 1876“. | 30883612 | BW   |
| Nr. 4 52° 58′ 40″ N, 11° 0′ 13″ O  | Wohn-Wirtschaftsgebäude  | Ein- bis zweigeschossiger, giebelständiger Vierständer-Fachwerkbau mit Backsteinausfachung unter Satteldach. Wohnteil in Stockwerksbauweise mit erhöhter Traufe und flacherer Dachneigung. Inschrift am Haupt- und Kehlbalken des Wirtschaftsgiebels sowie am Dielentorsturz, mit Datierung „Anno 1872“. | 30883172 | BW   |
| Nr. 4 52° 58′ 40″ N, 11° 0′ 12″ O  | Stall                    | Eingeschossiger, giebelständiger Sichtbacksteinbau entlang der nördlichen Grundstücksgrenze, unter ziegelgedecktem Satteldach. Zwerchhaus unter Satteldach in der südlichen Dachfläche. | 36313210 | BW   |
| Nr. 4 52° 58′ 39″ N, 11° 0′ 12″ O  | Scheune                  | Giebelständige Längsscheune auf dem rückwärtigen Teil des Grundstücks, als Vierständer-Fachwerkbau mit Backsteinausfachung unter Satteldach. Leicht außermittige Längsdurchfahrt sowie zwei weitere Einfahrten an der nordöstlichen Giebelseite. Inschrift am Kehl- und Hauptbalken des Nordostgiebels sowie am Torsturz, mit Datierung „Anno 1873“.                                                                                 | 36313231 | BW   |
| Nr. 6 52° 58′ 41″ N, 11° 0′ 13″ O  | Wohn-Wirtschaftsgebäude  | Giebelständiger Vierständer-Fachwerkbau mit Backsteinausfachung unter Satteldach. Nordöstliche Traufseite in Backsteinmauerwerk ersetzt. Inschrift am Hauptbalken und am Dielentorsturz, mit Datierung „Anno 1841“. | 30883111 | BW   |
| Nr. 6 52° 58′ 42″ N, 11° 0′ 13″ O  | Stall                    | Eineinhalbgeschossiges Gebäude in Mischkonstruktion aus Backstein und Fachwerk mit Backsteinausfachung unter Satteldach mit hohem Drempel. Nordöstliche Traufwand massiv mit hochkant gemauerten Backsteinen, übrige Seiten im Erdgeschoss massiv in Backstein, Drempelgeschoss und Giebeldreiecke in Fachwerk. Flugdach an der südwestlichen Traufseite.                                                                            | 36313075 | BW   |
| Nr. 6 52° 58′ 42″ N, 11° 0′ 11″ O  | Scheune                  | Eingeschossiger Bau auf T-förmigem Grundriss mit Längsdurchfahrtscheune als Fachwerkbau mit geschlämmten Kalksandsteinausfachungen. Zweite Hälfte 19. Jahrhundert. Umbauphase mit Ersatz der südwestlichen Traufwand in massivem geschlämmten Kalksandstein und im rechten Winkel angesetzter Querdurchfahrt aus Backstein. Jeweils unter Satteldach in Doppelmuldenfalzsteindeckung. Um 1910.                                       | 36313093 | BW   |
| Nr. 6 52° 58′ 43″ N, 11° 0′ 12″ O  | Stall                    | Eingeschossiger, langgestreckter Fachwerkbau mit Backsteinausfachung unter Satteldach. Gaube mit Ladeluke in der hofseitigen Dachfläche. | 36313124 | BW   |
| Nr. 7 52° 58′ 42″ N, 11° 0′ 15″ O  | Wohn-Wirtschaftsgebäude  | Eingeschossiges, giebelständiges Vierständer-Fachwerkhaus mit Backsteinausfachung unter Satteldach in Pfannendeckung. Kleiner Anbau im Wohnteil an der östlichen Traufseite unter abgeschlepptem Dach. Inschrift am Hauptbalken und am Dielentorsturz, mit Datierung „Anno 1808“. | 30883151 | BW   |
| Nr. 8 52° 58′ 42″ N, 11° 0′ 19″ O  | Wohn-Wirtschaftsgebäude  | Eingeschossiges, giebelständiges Vierständerhaus, ursprünglich in Fachwerk mit Backsteinausfachung, unter Satteldach. Von der ursprünglichen Konstruktion äußerlich nur der Wirtschaftsgiebel erhalten, übrige Außenwände massiv in Backsteinmauerwerk ersetzt. Inschrift am Hauptbalken und am Dielentorsturz, mit Datierung „Anno 1808“.                                                                                           | 30883071 | BW   |
| Nr. 9 52° 58′ 42″ N, 11° 0′ 19″ O  | Wohn-Wirtschaftsgebäude  | Eingeschossiger, giebelständiger Vierständer-Fachwerkbau unter Satteldach. Inschrift am Hauptbalken und am Dielentorsturz, mit Datierung „Anno 1856“. | 30883050 | BW   |
| Nr. 10 52° 58′ 42″ N, 11° 0′ 21″ O | Wohn-Wirtschaftsgebäude  | Giebelständiges Vierständer-Fachwerkhaus mit Backsteinausfachung unter Satteldach in Ziegeldeckung. Inschrift am Haupt- und Kehlbalken, sowie am Dielentorsturz, mit Datierung „Anno 1808“. Einflügelige Eingangstür mit Oberlicht an der östlichen Traufseite. An der westlichen Traufseite straßenseitig ein Anbau von 1930 mit massivem Erdgeschoss in Sichtbackstein und Fachwerk-Obergeschoss unter Satteldach in Querrichtung. | 30883029 | BW   |
| Nr. 10 52° 58′ 43″ N, 11° 0′ 21″ O | Stall                    | Langgestreckter, eineinhalbgeschossiger Sichtbacksteinbau entlang der westlichen Grundstücksgrenze, unter flach geneigtem, ziegelgedecktem Satteldach mit hohem Drempel in Fachwerk mit Backsteinausfachung. Segmentbogige Stalltüren und Fenster. Größere Rundbogenfenster und Schornstein im südlichen Teil sprechen für zusätzliche, ursprüngliche Nutzung, etwa als Back- oder Waschhaus.                                        | 36313189 | BW   |
| Nr. 10 52° 58′ 43″ N, 11° 0′ 21″ O | Remise                   | Langgestrecktes, eineinhalbgeschossiges Fachwerkgebäude mit Backsteinausfachung auf trapezförmigem Grundriss entlang der nördlichen Grundstücksgrenze, unter flach geneigtem Satteldach mit hohem Drempel. Zwei Querdurchfahrten und zusätzliche, hofseitige Einfahrt. | 36313170 | BW   |
| Nr. 11 52° 58′ 41″ N, 11° 0′ 23″ O | Wohnhaus                 | Eingeschossiges, traufständiges Querdielenhaus in Fachwerk mit Backsteinausfachung unter Satteldach in Hohlpfannendeckung. Zweiflügelige Hauseingangstür, zum Teil bauzeitliche Fenster. Errichtet in der zweiten Hälfte des 19. Jahrhunderts. | 30883591 | BW   |
| Nr. 12 52° 58′ 40″ N, 11° 0′ 23″ O | Wohn-Wirtschaftsgebäude  | Traufständiges Vierständer-Fachwerkhaus mit Backsteinausfachungen unter Satteldach in zurückgesetzter Ecklage. Inschrift am Kehl- und Hauptbalken des Wirtschaftsgiebels, sowie am Dielentorsturz: „Friedrich Schulz Marie Elisabeth Schulz / geb. Schulz. den 4. Mai / Anno 1875“. | 30883570 | BW   |
| Nr. 22 52° 58′ 36″ N, 11° 0′ 25″ O | Wohnhaus mit Einfriedung | Zweigeschossiger Fachwerkbau mit geschlämmter Backsteinausfachung unter rechtwinklig aufeinanderstoßenden Satteldächern in Schieferdeckung. Hölzerner Altan nach Westen, Freigespärre und Gauben. Inschrifttafel im nördlichen Giebeldreieck, unter anderem mit Datierung: „Mit Gott erbauet 1899“. | 30883533 | BW   |

## Dickfeitzen

### Einzeldenkmal in Dickfeitzen
| Lage                                   | Bezeichnung             | Beschreibung | ID       | Bild           |
| -------------------------------------- | ----------------------- | --- | -------- | -------------- |
| Ortsmitte 52° 59′ 16″ N, 10° 56′ 18″ O | Kapelle mit Kirchhof    | Bescheidener Saalbau in Fachwerk mit Backsteinausfachung unter Satteldach in Ziegeldeckung; Dachreiter unter vierseitigem Pyramidendach in Schieferdeckung. Westgiebel massiv in Backstein ersetzt. Südliche Traufseite mit Behang in Biberschwanz-Optik verkleidet.                                    | 30883476 | Weitere Bilder |
| Nr. 4 52° 59′ 8″ N, 10° 56′ 19″ O      | Wohn-Wirtschaftsgebäude | Giebelständiges Vierständer-Fachwerkhaus mit Backsteinausfachung unter Satteldach in Hohlpfannendeckung. Wohnteil im Süden zweigeschossig erweitert, hier Satteldach mit einseitigem Halbwalm. Inschrift am Kehl- und Hauptbalken des Wirtschaftsgiebels, sowie am Dielentorsturz mit Datierung „1873“. | 30883496 | BW             |

## Dommatzen

### Einzeldenkmal in Dommatzen
| Lage                               | Bezeichnung | Beschreibung | ID       | Bild |
| ---------------------------------- | ----------- | --- | -------- | ---- |
| Nr. 3 52° 59′ 51″ N, 10° 56′ 52″ O | Wohnhaus    | Anderthalbgeschossiger, villenartiger Fachwerkbau mit Backsteinausfachung auf hohem Sockel mit Putzquaderung und mit ausgebautem Dachgeschoss mit Drempel unter bewegter Dachlandschaft in Krempziegeldeckung. Drempelgeschoss allseitig leicht vorkragend. Zwerchhäuser unter Satteldächern mit Freigespärren an der Süd- und Ostseite. Freitreppe an der Ostseite unter hölzernem Standbalkon. | 30883457 | BW   |
| Nr. 3 52° 59′ 51″ N, 10° 56′ 52″ O | Ziergarten  | Parkartiger Ziergarten mit altem Eichenbestand im südlichen Teil des Grundstücks. | 30883864 | BW   |

## Groß Gaddau

### Gruppe baulicher Anlagen in Groß Gaddau
| Lage                               | Bezeichnung | Beschreibung | ID       | Bild |
| ---------------------------------- | ----------- | ------------ | -------- | ---- |
| Nr. 3 52° 58′ 54″ N, 10° 58′ 59″ O | Hofanlage   |              | 39406199 | BW   |

### Einzeldenkmal in Groß Gaddau
| Lage                               | Bezeichnung             | Beschreibung | ID       | Bild |
| ---------------------------------- | ----------------------- | --- | -------- | ---- |
| Nr. 3 52° 58′ 54″ N, 10° 58′ 58″ O | Wohn-Wirtschaftsgebäude | Giebelständiger Vierständer-Fachwerkbau mit Backsteinausfachung unter Satteldach. Verwitterte Inschrift am Kehl- und Hauptbalken des Wirtschaftsgiebels sowie am Dielentorsturz. | 30883439 | BW   |
| Nr. 3 52° 58′ 53″ N, 10° 59′ 0″ O  | Scheune                 | Längsdurchfahrtsscheune als Fachwerkbau mit Backsteinausfachung unter Satteldach. Außermittige Längsdiele mit dritter Ständerreihe im Innern. Inschriftliche Datierung „1885“.   | 36313511 | BW   |
| Nr. 3 52° 58′ 54″ N, 10° 59′ 0″ O  | Stall                   | | 36313474 | BW   |

## Groß Wittfeitzen

### Gruppe baulicher Anlagen in Groß Wittfeitzen
| Lage                                  | Bezeichnung                                                     | Beschreibung | ID       | Bild           |
| ------------------------------------- | --------------------------------------------------------------- | --- | -------- | -------------- |
| Ortsmitte 53° 0′ 56″ N, 10° 56′ 45″ O | Kirche mit Kirchhof, Baumbestand Kriegerdenkmal und Einfriedung | Annähernd rechteckiger Kirchhof, aus dem vermutlich nachträglich eine Parzelle für das Pfarrhaus abgetrennt wurde, an einer leichten Anhöhe mit einer Feldstein-Trockenmauer als Hangstütze und Einfriedung nach Osten. Kirche im östlichen Teil des Kirchhofes gelegen. Nordwestlich der Kirche auf dem Kirchhof ein Ehrenmal für die Gefallenen des Ersten und Zweiten Weltkrieges. Ein weiteres Ehrenmal für die Gefallenen des Ersten Weltkrieges an der Südostecke des Kirchhofes. | 30829000 | Weitere Bilder |

### Einzeldenkmal in Groß Wittfeitzen
| Lage                                  | Bezeichnung | Beschreibung | ID       | Bild           |
| ------------------------------------- | ----------- | --- | -------- | -------------- |
| Ortsmitte 53° 0′ 56″ N, 10° 56′ 47″ O | Kirche      | Neugotische Backsteinkirche als Saalbau mit eingezogenem, polygonalen Chorabschluss. Erstes Chorjoch beidseitig von Sakristeianbauten unter Pultdächern flankiert. Hauptschiff unter Satteldach in Krempziegeldeckung,Chor unter polygonal gewalmten Dach mit gleicher Deckung. Westturm unten vier-, oben achteckig unter achtseitigem Pyramidendach mit Schieferbehang. Polygonale Treppentürmchen beidseitig des Turmes. | 30883418 | Weitere Bilder |
| Ortsmitte 53° 0′ 56″ N, 10° 56′ 47″ O | Kirchhof    | Kirchhof mit altem Baumbestand und Einfriedung bzw. Hangbefestigung nach Osten aus Feldstein-Trockenmauer. Im nordwestlichen Teil des Kirchhofes ein Krieger-Ehrenmal aus 43 Feldsteinen mit den Namen der Gefallenen des Zweiten Weltkrieges aus der Gemeinde sowie einem zentralen Gedenkstein mit den Namen der Gefallenen des Ersten Weltkrieges; zusätzlich zum Kriegerehrenmal an der Südostecke des Kirchhofes.      | 30883398 | BW             |

## Klein Gaddau

### Gruppe baulicher Anlagen in Klein Gaddau
| Lage                              | Bezeichnung               | Beschreibung | ID       | Bild |
| --------------------------------- | ------------------------- | --- | -------- | ---- |
| Nr. 7 52° 59′ 0″ N, 10° 59′ 16″ O | Hofanlage mit Einfriedung | Geschlossene, vierseitig umbaute Hofanlage mit Wohn-/Wirtschaftsgebäude im Osten, Stall im Süden sowie großer Scheune im Norden und Westen. Mit Zaun. Alter Baumbestand außerhalb des umschlossenen Innenhofs, westlich der Scheune waldartig. | 30829011 | BW   |

### Einzeldenkmal in Klein Gaddau
| Lage                               | Bezeichnung              | Beschreibung | ID       | Bild |
| ---------------------------------- | ------------------------ | --- | -------- | ---- |
| Nr. 3 52° 59′ 0″ N, 10° 59′ 15″ O  | Fassade                  | Wirtschaftsgiebel eines Zweiständer-Fachwerkhauses mit Backsteinausfachung. Inschrift am Hauptbalken und am Dielentorsturz, mit Datierung „ANNO 1722“. Der übrige Teil des ehemaligen Wohn-/Wirtschaftsgebäudes ist stark verändert.                                                     | 30883361 | BW   |
| Nr. 7 52° 59′ 0″ N, 10° 59′ 18″ O  | Wohn-Wirtschaftsgebäudes | Von der Straße zurückgesetzter Vierständerbau mit geschlämmten Backsteinausfachungen unter Satteldach in Schieferdeckung mit Halbwalm am Wohnende. Zeitgenössische Einbauschränke, Wandmalerei im Flur. 1882(i).                                                                         | 30883336 | BW   |
| Nr. 7 52° 58′ 59″ N, 10° 59′ 16″ O | Wirtschaftsgebäudes      | Schweinestall mit Backhaus. Massiver eingeschossiger Backsteinbau mit Drempel in Zierfachwerk unter Satteldach in Doppelmuldenfalzsteindeckung. In der nördlichen Traufseite zwei Zwerchhäuser mit Ladeluken unter Satteldächern und Stalltüren in Segmentbögen im Erdgeschoss. Um 1900. | 30883776 | BW   |
| Nr. 7 52° 59′ 0″ N, 10° 59′ 15″ O  | Scheune                  | Eingeschossiger Backsteinbau mit Drempelgeschoss in Zierfachwerk auf L-förmigem Grundriss unter Satteldach in Schieferdeckung. Stalleinbauten. Um 1900. | 30883753 | BW   |

## Klein Wittfeitzen

### Einzeldenkmal in Klein Wittfeitzen
| Lage                              | Bezeichnung              | Beschreibung | ID       | Bild |
| --------------------------------- | ------------------------ | --- | -------- | ---- |
| Nr. 9 53° 0′ 30″ N, 10° 56′ 53″ O | Wohn-/Wirtschaftsgebäude | Vierständer-Fachwerkhaus mit Backsteinausfachungen unter Satteldach mit einseitigem Halbwalm über dem Wohnteil. | 30883318 | BW   |

## Kröte

### Einzeldenkmal in Kröte
| Lage                               | Bezeichnung              | Beschreibung | ID       | Bild |
| ---------------------------------- | ------------------------ | --- | -------- | ---- |
| Nr. 4 52° 59′ 38″ N, 10° 55′ 47″ O | Wohn-Wirtschaftsgebäudes | Vierständerhaus in Fachwerk mit Backsteinausfachung unter Satteldach mit einseitigem Halbwalm am Wohngiebel. Giebelständig zum Dorfplatz des ehemaligen Rundlings. Westliche Traufseite in Backsteinmauerwerk erneuert. Inschrift am Kehl- und Hauptbalken des Wirtschaftsgiebels sowie am Dielentorsturz, mit Datierung „den 9. Juni 1845“. | 30883300 | BW   |
| Nr. 5 52° 59′ 39″ N, 10° 55′ 46″ O | Wohn-Wirtschaftsgebäudes | Giebelständiges Dreiständer-Fachwerkhaus mit Backsteinausfachung unter Satteldach. Zwischenzeitliche nachträgliche Erhöhung der Kübbung wieder zurückgebaut. Ursprünglich wohl in der zweiten Hälfte des 18. Jahrhunderts errichtet. Inschrift am Dielentorsturz mit Datierung eines Umbaus: „ANNO 1888“.                                    | 30883282 | BW   |

## Kukate

### Gruppe baulicher Anlagen in Kukate
| Lage                              | Bezeichnung | Beschreibung | ID       | Bild |
| --------------------------------- | ----------- | --- | -------- | ---- |
| Nr. 2 52° 59′ 49″ N, 10° 59′ 1″ O | Hofanlage   | In der zweiten Hälfte des 19. Jahrhunderts aus dem ehemaligen Dorfkern ausgesiedelter Hof. Innenhof auf vier Seiten unregelmäßig von Gebäuden umschlossen, mit Öffnung im Nordwesten. Große Querscheune im Norden. Stall und Remise im Osten. Kleinteiliges Feldstein-Hofpflaster. Zwei große Kastanien südlich der Scheune. | 37135561 | BW   |

### Einzeldenkmal in Kukate
| Lage                                | Bezeichnung              | Beschreibung | ID       | Bild |
| ----------------------------------- | ------------------------ | --- | -------- | ---- |
| Nr. 1 52° 59′ 48″ N, 10° 58′ 55″ O  | Wohn-Wirtschaftsgebäudes | Giebelständiges Vierständer-Fachwerkhaus mit Backsteinausfachung unter Satteldach mit einseitigem Halbwalm mit Uhlenloch am Wohngiebel. Giebelständig zum ehemaligen Dorfplatz eines heute weitgehend aufgelösten Rundlings errichtet. Inschrift am Kehl- und Hauptbalken des Wirtschaftsgiebels und am Dielentorsturz, mit Datierung „Anno 1865“. | 30883247 | BW   |
| Nr. 2 52° 59′ 49″ N, 10° 59′ 1″ O   | Scheune                  | Querscheune in Fachwerk mit Backsteinausfachung unter Halbwalmdach in Schieferdeckung. Zwei symmetrisch angeordnete Querdurchfahrten. | 30883229 | BW   |
| Nr. 2 52° 59′ 49″ N, 10° 59′ 2″ O   | Remise                   | Eingeschossiger Fachwerkbau mit Backsteinausfachung unter Satteldach. Im rechten Winkel an die Südostecke der Scheune anschließend, traufständig zum Hof. | 37135572 | BW   |
| Nr. 2 52° 59′ 48″ N, 10° 59′ 1″ O   | Stall                    | Eingeschossiger Fachwerk- und Massivbau unter ziegelgedecktem Satteldach. Fachwerkteil mit Backsteinausfachung, Massivteil in Sichtbackstein. Zwerchhaus, ursprünglich mit Ladeluke, unter Satteldach in der westlichen Dachfläche. Vollständig umgenutzt.                                                                                         | 37135590 | BW   |
| Nr. 3a 52° 59′ 48″ N, 10° 58′ 57″ O | Wohn-/Wirtschaftsgebäude | Zweiständer-Fachwerkhaus mit Backsteinausfachung unter Satteldach in Hohlpfannendeckung mit einseitigem Halbwalm am Wohngiebel. Giebelständig zum Dorfplatz des ehemaligen Rundlings. Inschrift am Dielentorsturz, mit Datierung „ANNO 1786“. Vermutlich transloziert.                                                                             | 30883265 | BW   |

## Maddau

### Einzeldenkmal in Maddau
| Lage                              | Bezeichnung              | Beschreibung | ID       | Bild |
| --------------------------------- | ------------------------ | --- | -------- | ---- |
| Nr. 4 53° 0′ 48″ N, 10° 57′ 42″ O | Wohn-Wirtschaftsgebäudes | Giebelständiges Zweiständer-Fachwerkhaus mit Backsteinausfachung unter Satteldach mit einseitigem Halbwalmdach mit Uhlenloch am Wohngiebel. Inschrift am Kehl- und Hauptbalken des Wirtschaftsgiebels, sowie am Dielentorsturz, mit Datierung „Anno 1858“. Die Inschrift datiert wohl den Umbau eines im Kern älteren Gebäudes. | 30883211 | BW   |

## Marlin

### Einzeldenkmal in Marlin
| Lage                             | Bezeichnung                              | Beschreibung | ID       | Bild |
| -------------------------------- | ---------------------------------------- | --- | -------- | ---- |
| Nr. 1 52° 59′ 54″ N, 11° 1′ 3″ O | Wohn-Wirtschaftsgebäudes                 | Giebelständiges Vierständer-Fachwerkhaus mit Backsteinausfachung unter Satteldach. Inschrift am Kehl- und Hauptbalken sowie am Dielentorsturz, mit Datierung „ANNO 1783“. | 30883193 | BW   |
| Nr. 8 52° 59′ 53″ N, 11° 1′ 0″ O | Wohn-Wirtschaftsgebäudes mit Einfriedung | Giebelständiges Vierständer-Fachwerkhaus mit Backsteinausfachung unter Satteldach in Krempziegeldeckung mit einseitigem Halbwalm mit Uhlenloch am Wohngiebel. Inschrift am Kehl- und Hauptbalken des Wirtschaftsgiebels sowie am Dielentorsturz, mit verwitterter Datierung „Anno 1780“. Einfriedung mit aufwändig gestaltetem, schmiedeeisernen Tor an Naturstein-Pfeilern an der Grundstückszufahrt nordöstlich des Haupthauses. | 30883010 | BW   |

## Salderatzen

### Gruppe baulicher Anlagen in Salderatzen
| Lage                              | Bezeichnung               | Beschreibung | ID       | Bild |
| --------------------------------- | ------------------------- | --- | -------- | ---- |
| Nr. 1a 52° 59′ 4″ N, 11° 0′ 10″ O | Hofanlage                 | Hofanlage im Rundling, bestehend aus einem Hallenhaus mit rückwärtigem Anbau, einem Stallgebäude und einer Scheune. Größtenteils unbefestigte, grasbewachsene Hoffläche, alter Baumbestand. | 30826332 | BW   |
| Nr. 3 52° 59′ 4″ N, 11° 0′ 5″ O   | Hofanlage mit Baumbestand | Durch Zusammenlegung zweier nebeneinander liegender Höfe um 1900 entstandene Hofanlage. Bebauung in der Lage an der alten Rundlingsstruktur des Dorfes orientiert, in Gestaltung und Größe jedoch deutlich von den älteren Bauten unterschieden. Hoffläche zu großen Teilen mit Feldsteinen gepflastert. Alter und teilweise verjüngter Baumbestand. Außer Wohnhaus und nördlichem Stallgebäude noch zwei weitere, nicht als Denkmale ausgewiesene Nebengebäude auf dem Hof. | 30829023 | BW   |

### Einzeldenkmal in Salderatzen
| Lage                              | Bezeichnung              | Beschreibung | ID       | Bild |
| --------------------------------- | ------------------------ | --- | -------- | ---- |
| Nr. 1a 52° 59′ 5″ N, 11° 0′ 9″ O  | Wohn-/Wirtschaftsgebäude | Giebelständiges Zweiständer-Fachwerkhaus mit Backsteinausfachung unter Satteldach. Innengerüst vollständig erhalten. Inschrift am Hauptbalken und am Dielentorsturz, mit Datierung „ANNO 1787“. | 30882985 | BW   |
| Nr. 1a 52° 59′ 3″ N, 11° 0′ 12″ O | Scheune                  | Längsdurchfahrtsscheune als Vierständer-Fachwerkbau mit Backsteinausfachung unter Satteldach in roter Hohlpfannendeckung. Inschrift am Hauptbalken sowie am Sturz des Einfahrtstores, mit Datierung „1885“. | 30883801 | BW   |
| Nr. 1a 52° 59′ 4″ N, 11° 0′ 10″ O | Stall                    | Eingeschossiger Fachwerkbau mit Backsteinausfachung unter Satteldach in Hohlpfannendeckung firstparallel hinter dem Hauptgebäude. Ursprünglich vorhandener, firstmittiger Schornstein verweist auf zusätzliche Funktion, zum Beispiel als Back- oder Waschhaus. | 30883823 | BW   |
| Nr. 1a 52° 59′ 5″ N, 11° 0′ 10″ O | Anbau                    | Eingeschossiger, kleiner Anbau am Wohngiebel des Hallenhauses; Ziegelfachwerk unter Satteldach in Hohlpfannendeckung. | 30883980 | BW   |
| Nr. 4 52° 59′ 5″ N, 11° 0′ 7″ O   | Wohn-/Wirtschaftsgebäude | Giebelständiges Zweiständer-Fachwerkhaus mit Backsteinausfachung unter Satteldach. Inschrift am Haupt- und Kehlbalken des Wirtschaftsgiebels sowie am Dielentorsturz, mit Datierung „ANNO 1788“. | 30882948 | BW   |
| Nr. 3 52° 59′ 4″ N, 11° 0′ 5″ O   | Wohn-/Wirtschaftsgebäude | Zweigeschossiger Fachwerkbau in Stockwerksbauweise auf massivem Sockel, mit verputzter Backsteinausfachung und unter Satteldach in Schieferdeckung. Giebelständig zum Dorfplatz. Zweistöckige, mit Fenstern geschlossene Veranda an der nordöstlichen Giebelseite. Südliche Traufseite symmetrisch mit zentraler Erschließung. Zweiflügelige Haustür mit Oberlicht und vorgelegten Stufen, unter auskragendem, von Knaggen unterstütztem Balkon. | 30882910 | BW   |
| Nr. 3 52° 59′ 4″ N, 11° 0′ 4″ O   | Stall                    | Langgestreckter Massivbau in Kalksandsteinmauerwerk und unter Satteldach in Hohlpfannendeckung mit Drempel. Nördlich parallel zum Wohnhaus errichtet. Zwei bauzeitliche, massive Zwerchhäuser mit Ladeluken unter Satteldächern in der südlichen Dachfläche. Gliederungen durch Lisenen, Gesimse sowie Fenster- und Türrahmungen in rotem Backstein. Jüngerer Anbau an der nordöstlichen Giebelseite.                                            | 30882892 | BW   |
| Nr. 10 52° 59′ 5″ N, 11° 0′ 3″ O  | Wohn-/Wirtschaftsgebäude | Vierständer-Fachwerkbau mit Backsteinausfachung unter Satteldach. Zum Wohn-/Wirtschaftsgebäude umgebaute, ehemalige Längsscheune. | 30882874 | BW   |

### Ehem. Baudenkmale in Salderatzen
| Lage                             | Bezeichnung              | Beschreibung | ID | Bild |
| -------------------------------- | ------------------------ | ------------ | -- | ---- |
| Nr. 6 52° 59′ 6″ N, 11° 0′ 7″ O  | Wohn-Wirtschaftsgebäudes |              |    | BW   |
| Nr. 6 52° 59′ 6″ N, 11° 0′ 8″ O  | Längsscheune             |              |    | BW   |
| Nr. 7 52° 59′ 5″ N, 11° 0′ 10″ O | Wohnhaus                 |              |    | BW   |
| Nr. 7 52° 59′ 5″ N, 11° 0′ 11″ O | Stall                    |              |    | BW   |

## Schlanze

### Gruppe baulicher Anlagen in Schlanze
| Lage                               | Bezeichnung | Beschreibung | ID       | Bild |
| ---------------------------------- | ----------- | --- | -------- | ---- |
| Nr. 1 52° 58′ 44″ N, 10° 58′ 49″ O | Hofanlage   | Kleine Hofanlage südwestlich des Ortskerns auf annähernd rechteckigem Grundstück, mit Wohn-/Wirtschaftsgebäude und Stall. Unbefestigte, grasbewachsene Hoffläche. | 30829034 | BW   |

### Einzeldenkmal in Schlanze
| Lage                               | Bezeichnung              | Beschreibung | ID       | Bild |
| ---------------------------------- | ------------------------ | --- | -------- | ---- |
| Nr. 1 52° 58′ 44″ N, 10° 58′ 48″ O | Wohn-/Wirtschaftsgebäude | Giebelständiges Vierständer-Fachwerkhaus mit Backsteinausfachung unter Satteldach. Inschrift am Kehl- und Hauptbalken des Wirtschaftsgiebels sowie am Dielentorsturz, mit Datierung „1875“. | 30882855 | BW   |
| Nr. 1 52° 58′ 44″ N, 10° 58′ 48″ O | Stall                    | Eingeschossiger Sichtbacksteinbau unter Satteldach, nordwestlich an das Haupthaus angebaut. Giebeldreiecke in Fachwerk mit Backsteinausfachung. Stichbogige Fenster- und Türöffnungen. | 39123503 | BW   |
| Nr. 3 52° 58′ 47″ N, 10° 58′ 56″ O | Wohnhaus                 | Eingeschossiger Fachwerkbau mit Backsteinausfachung unter ausgebautem Satteldach mit hohem Drempel. Dreiachsiges Zwerchhaus ausmittig in der nordwestlichen Dachfläche, darunter Loggia mit zurückgesetztem Eingang und vorgelegten Stufen. Drempelgeschoss allseitig leicht vorkragend. Hofseitig zwei Eingangstüren. Inschrifttafel mit Datierung „erbauet 1910“. | 30882837 | BW   |
| Nr. 3 52° 58′ 47″ N, 10° 58′ 57″ O | Wohnhaus                 | | 36313534 | BW   |

## Zebelin

### Gruppe baulicher Anlagen in Zebelin
| Lage                                            | Bezeichnung                                         | Beschreibung | ID       | Bild           |
| ----------------------------------------------- | --------------------------------------------------- | --- | -------- | -------------- |
| Westlich des Dorfes 52° 59′ 36″ N, 11° 0′ 29″ O | Kirche mit Kirchhof, Kriegerdenkmal und Einfriedung | Feld- und Backsteinkirche mit umgebendem Kirchhof, heute ohne Friedhofsnutzung, mit teils erhaltenen Gräbern und Grabsteinen, darunter deutsche und russische Kriegsgräber des Ersten Weltkrieges. Ehrenmal südlich der Kirche. Einfriedung aus Feldstein-Trockenmauer. Alter Baumbestand. | 30829044 | Weitere Bilder |
| Nr. 6 52° 59′ 33″ N, 11° 0′ 37″ O               | Hofanlage                                           | Hofanlage südöstlich des Dorfplatzes auf Parzelle mit sektoralem Zuschnitt, bestehend aus Wohn-/Wirtschaftsgebäude und Scheune in traditioneller Gebäudeanordnung giebelständig zum Dorfplatz.                                                                                             | 39123675 | BW             |

### Einzeldenkmal in Zebelin
| Lage                                            | Bezeichnung              | Beschreibung | ID       | Bild           |
| ----------------------------------------------- | ------------------------ | --- | -------- | -------------- |
| Westlich des Dorfes 52° 59′ 35″ N, 11° 0′ 29″ O | Kirche                   | Kirche Zebelin, rechteckiger Saalbau in Feld- und Backstein unter Satteldach in roter Krempziegeldeckung. Schmalerer polygonaler, verputzter Chor unter polygonal gewalmtem Dach in Hohlpfannendeckung; hier Sakristeianbau unter Pultdach an der Nordseite. Quadratischer Westturm in Backstein, im Erdgeschoss teilweise in Feldstein, unter allseitig überkragendem Pyramidendach in Schieferdeckung. Kernbau wohl 14. Jahrhundert, Westturm spätgotisch, Chorpolygon und Holz-Tonnengewölbe 1910. | 30882742 | Weitere Bilder |
| Westlich des Dorfes 52° 59′ 35″ N, 11° 0′ 29″ O | Kirchhof                 | Um die Kirche herum angelegter Kirchhof, heute ohne Friedhofsnutzung. Rasenflächen und Wege, teilweise alte Grabsteine erhalten. Alter Baumbestand | 30882722 | BW             |
| Nr. 6 52° 59′ 33″ N, 11° 0′ 36″ O               | Wohn-Wirtschaftsgebäudes | Giebelständiger Zweiständer-Fachwerkbau mit Backsteinausfachung und Lehmstakung unter Satteldach in verzinkter Pfannenblechdeckung. Halbwalm am Wohngiebel. Nordöstliche Traufwand teilweise massiv ersetzt. Inschrift am Kehl- und Hauptbalken des Wirtschaftsgiebels und am Dielentorsturz, mit Datierung „ANNO 1746“. | 30882781 | BW             |
| Nr. 6 52° 59′ 32″ N, 11° 0′ 37″ O               | Scheune                  | Längsscheune als Vierständer-Fachwerkbau, giebelständig im rückwärtigen Teil des Grundstücks südlich des Haupthauses, unter Satteldach in Falzblechdeckung. Inschriften am Kehl- und Hauptbalken des Nordgiebels sowie an einem Türsturz, mit Datierung „1804“. | 30882763 | BW             |
| Nr. 10 52° 59′ 34″ N, 11° 0′ 31″ O              | Schule                   | Eingeschossiger, traufständiger Fachwerkbau mit Backsteinausfachung unter ziegelgedecktem Halbwalmdach. Breite, zweiflügelige, außermittige Eingangstür mit Oberlicht und vorgelegten Stufen. Unproportionierte, nachträgliche Gaube. Um 1850. | 36314080 | BW             |